# Bardigues
Bardigues är en kommun i departementet Tarn-et-Garonne i regionen Occitanien i södra Frankrike. Kommunen ligger i kantonen Auvillar som tillhör arrondissementet Castelsarrasin. År 2022 hade Bardigues 239 invånare.

## Befolkningsutveckling
Antalet invånare i kommunen Bardigues
| Referens: INSEE |